# دمیترو نومایواکا
دمیترو نومایواکا (اوکراینی: Дмитро Васильович Невмивака؛ زادهٔ ۱۹ مارس ۱۹۸۴) بازیکن فوتبال اهل اوکراین است.
از باشگاه‌هایی که در آن بازی کرده‌است می‌توان به باشگاه فوتبال ماریوپول، باشگاه فوتبال متالورگ زاپروژیا، و باشگاه فوتبال گومل اشاره کرد.
وی همچنین در تیم ملی فوتبال زیر ۲۱ سال اوکراین بازی کرده‌است.